# Pernerininae
Pernerininae es una subfamilia de foraminíferos bentónicos de la familia Ataxophragmiidae, de la superfamilia Ataxophragmioidea, del suborden Ataxophragmiina y del orden Loftusiida. Su rango cronoestratigráfico abarca desde el Noriense (Triásico superior) hasta el Maastrichtiense (Cretácico superior).

## Discusión
Clasificaciones previas incluían Pernerininae en el suborden Textulariina del orden Textulariida o en el orden Lituolida.

## Clasificación
Pernerininae incluye a los siguientes géneros:
- Agglutisolena †
- Anatoliella †
- Coprolithina †
- Crenaverneuilina †
- Hagenowina †
- Kaeveria †
- Opertum †
- Orbignyna †
- Pernerina †
- Voloshinoides †
- Voloshinovella †